# 齋藤明里
齋藤 明里（さいとう あかり、1995年（平成7年）1月13日 - ）は、日本の女優、タレント。夫は作家・演出家の松澤くれは。
東京都出身。ヤザ・パパ所属。

## 略歴
Eテレ『Rの法則』に第2期R'sメンバーとして出演していた。女優として、舞台を中心に映画やドラマにも出演しているほか、文部科学省の教養番組に主演するなど、幅広く活動。
Rの法則でのニックネームは「お嬢」。
2017年3月に、法政大学キャリアデザイン学部キャリアデザイン学科を卒業。
新撰組の平間重助の子孫である。
2022年3月26日にSNSを通じて結婚を発表した。

## 人物
特技の書道は書道部全国大会優勝の経験がある。
趣味は読経、神社やお寺をめぐることで、参拝者向けの印章（御朱印）を集めている。
Rの法則で和楽器バンドの尺八の神永大輔から尺八を習い、本格的にやりたくなって祖父から尺八を譲り受け、スタジオで演奏してみせた。

## 出演

### 映画・ドラマ
- 長山洋子主演短編映画「じょんから」（2003年） - 本人子供時代
- 忍-SHINOBI-（2004年） - 里の子供 役
- 女王の教室 スペシャル第1夜（2006年3月、日本テレビ） - 生徒 役
- ごめんね青春!（2014年10月期、TBS）
- 癒えてはならないはず（2020年、短編映画）- 有子 役
- 文豪ストレイドッグス BEAST（2022年1月7日、KADOKAWA） - 谷崎ナオミ 役
- カタシロReplica（2024年6月21日、moccai） - 患者 役[6]

### バラエティ番組
- Rの法則（2011年12月21日 - 2016年3月29日 、Eテレ）-第2期R'sメンバー。R'sナンバー000022
- お台場生忘年会～モテ女vsモテない芸人＆アイドル～(2013年12月31日、フジテレビ系)
- 夜だけど…あさイチ 年末SP(2014年12月27日、NHK総合)
- 王様のブランチ（2015年10月10日 - 2021年3月13日、TBS） - ブランチリポーター

### 舞台
- れでぃ♥でぃ 〜話してみれば、そんなこと〜（2011年7月、池袋・シアターグリーン BIG TREE THEATER）
- スーパーLIVEショー『ダブルヒロイン』（2011年9月、品川ステラボール）
- 園田英樹演劇祭「バックホーム」（2014年5月、シアター風姿花伝）
- 舞台ひとひら（2014年7月2日 - 6日 全9ステージ、ウエストエンドスタジオ） - 掛井 役
- 東京印vol.9公演「ネコ駅長の長い一日」（2015年3月31日 - 4月5日 全8公演、小劇場B1）
- ジュオスタレーション第1回公演「さかしまToro」（2015年5月8日 - 10日 全5ステージ、萬劇場）
- "STRAYDOG"Produce「問題のない私たち」（2015年8月5日 - 9日 全8ステージ、シアターサンモール） ※東京公演のみ出演
- 新釈・ロクモンセン～真田十勇士伝説～（2015年10月28日 - 11月3日 全10ステージ、全労済ホールスペース・ゼロ） - 由利鎌之介 役
- 逆流家族 -Our bright life!!-（2016年3月9日 - 13日 全6ステージ、シアトルBONBON） - 大鳥杏役
- Luna Rossa（2016年10月13日 - 18日 全10公演、池袋・シアターグリーン BIG TREE THEATER） ※ほのかりんの代役
- ジュオスタレーションVol.3.1「AFFECTION」（2017年1月18日 - 22日 全8公演、中野ザ・ポケット） - CIA新人諜報員・クロエ 役
- 平成時代劇　片肌☆倶利伽羅紋紋一座「ざ☆くりもん」第二十一回本公演『火消哀歌 〜冬空の木遣り唄〜』（2017年5月3日-8日　全11公演、池袋　シアターグリーン BOX in BOX THEATER） - 江戸火消よ組・娘 うめ 役
- 平成時代劇　片肌☆倶利伽羅紋紋一座「ざ☆くりもん」第二十二回本公演 ミュージカル『高松心中 〜坊主と花魁の四十九日〜』（2017年8月9日 - 13日　全10公演、シアターグリーン BOX in BOX THEATER） - 花魁・若汐 役
- 柿喰う客 柿喰う客フェスティバル2017 『無差別』（2017年10月4日-11月5日　全16ステージ、赤坂RED / THEATER） - 族谷狗子（やからやいぬこ） 役
- 舞台『文豪ストレイドッグス』（2017年12月 - 2018年2月 全17ステージ、KAAT神奈川芸術劇場ホール、森ノ宮ピロティホール、AiiA 2.5 Theater Tokyo） - 谷崎ナオミ 役
  - 舞台『文豪ストレイドッグス 三社鼎立』（2019年6月 - 7月、岩手 / 福岡 / 愛知 / 大阪 / 東京）
- レティクル東京座 D＜ダーク＞エンタメ公演『氷雨丸-常花の青年遊廓-』（2018年6月6日 - 10日 全9公演、新宿村LIVE） - 帰命法師 役
- 舞台「半神」（東京公演：2018年7月11日 - 7月16日、天王洲 銀河劇場 / 大阪公演：2018年7月19日 - 7月22日、松下IMPホール）
- 舞台『魔法使いの嫁 老いた竜と猫の国』（2020年10月17日 - 25日、東京公演：紀伊國屋ホール / 2020年11月7日 - 8日、大阪公演：サンケイホールブリーゼ） - アリス・スウェーン 役
- 観劇三昧×Mixalive TOKYO 「池袋 ポップアップ劇場」Vol.1/Vol.2 柿喰う客『夜な夜なプリンセス』（2021年7月7日・14日、東京 Mixalive TOKYO「Hall Mixa」）[7]
- 柿喰う客『恋人としては無理』（2021年12月18・19日、宮城野区文化センター パトナシアター）[8]
- 野鴨-Vildanden-（2022年9月3日 - 18日、世田谷パブリックシアター / 9月21日 - 25日、兵庫県立芸術文化センター 阪急中ホール） - イエンセン 役[9]
- 『ワールドトリガー the Stage』B級ランク戦開始編（2023年8月5日 - 6日、シアター1010 / 8月10日 - 13日、サンケイホールブリーゼ / 8月18日 - 27日、天王洲 銀河劇場） - 綾辻遥 役[10]
- ろりえの復讐（2024年4月18日 - 24日、新宿シアタートップス）[11]
- 柿喰う客『殺文句』（2024年5月24日 - 6月2日、本多劇場）[12]
- キ上の空論 獣三作 三作め『緑園にて祈るその子が獣』（2024年9月11日 - 16日、本多劇場）[13]
- ACMファミリーシアター『リトルセブンの冒険 〜白雪姫去りし後の"こびとたち"の物語〜』（2024年11月16日・17日・23日・24日、水戸芸術館 ACM劇場）[14]
- キ上の空論『人骨のやらかい』（2025年6月12日 - 17日、紀伊國屋サザンシアター TAKASHIMAYA）[15]
- 柿喰う客 新作本公演2025『超音波』（2025年9月12日 - 15日〈予定〉、かなっくホール / 9月19日 - 28日〈予定〉、下北沢ザ・スズナリ）[16]

### Web
- 文化庁 「ことば食堂へようこそ!」（2014年4月） - メイン解説者
- ほんタメ[17]（2020年 - ） - MC
- これって教養ですか（2024年 - ） - MC

### その他
- 防衛省広報誌『MAMOR』（2018年1月号、扶桑社） - 掃海母艦うらがを訪問し、海上自衛隊の制服を着て撮影、表紙と巻頭グラビアを飾る。